# Robert Kurz
Robert Kurz (Nürnberg, 1943. december 24. – Nürnberg, 2012. július 18.) német filozófus, közgazdász, publicista, újságszerkesztő. Az értékkritikai iskola (Wertkritik) egyik legjelentősebb tagja, a Schwarzbuch Kapitalismus (A kapitalizmus fekete könyve) szerzője. Műveit számos nyelvre lefordították, magyarul 2017-ig csupán pár esszéje olvasható.

## Élete és munkássága
Robert Kurz egy nürnbergi munkáscsaládban nevelkedett. Az Erlangeni Egyetemen filozófiát, történelmet és pedagógiát tanult, fokozatot azonban nem szerzett. Részt vett az 1968-as németországi diáktüntetéseken, 1970-től pedig tagja volt a Németországi Kommunista Munkásszövetségnek (Kommunistischer Arbeiterbund Deutschlands, KABD). Robert Kurz több folyóiratnak is az alapító-szerkesztője volt, így a Marxistische Kritik-nek, a Krisis-nek és az Exit!-nek.

## Művei
- Der Kollaps der Modernisierung. Vom Zusammenbruch des Kasernensozialismus zur Krise der Weltökonomie. Eichborn Verlag, 1991
- Honeckers Rache. Zur politischen Ökonomie des wiedervereinigten Deutschlands. Edition Tiamat, 1991
- Potemkins Rückkehr. Attrappen-Kapitalismus und Verteilungskrieg in Deutschland. Edition Tiamat, 1993
- Der Letzte macht das Licht aus. Zur Krise von Demokratie und Marktwirtschaft. Edition Tiamat, 1993
- Die Welt als Wille und Design. Postmoderne, Lifestyle-Linke und die Ästhetisierung der Krise. Edition Tiamat, 1999
- Schwarzbuch Kapitalismus. Ein Abgesang auf die Marktwirtschaft. Eichborn Verlag, 1999
- Marx lesen. Die wichtigsten Texte von Karl Marx für das 21. Jahrhundert. Eichborn Verlag, 2000
- Weltordnungskrieg. Das Ende der Souveränität und die Wandlungen des Imperialismus im Zeitalter der Globalisierung. Horlemann Verlag, 2003
- Die antideutsche Ideologie. Vom Antifaschismus zum Krisenimperialismus: Kritik des neuesten linksdeutschen Sektenwesens in seinen theoretischen Propheten. Unrast Verlag, 2003
- Blutige Vernunft. Essays zur emanzipatorischen Kritik der kapitalistischen Moderne und ihrer westlichen Werte. Horlemann Verlag, 2004
- Das Weltkapital. Globalisierung und innere Schranken des modernen warenproduzierenden Systems. Edition Tiamat, 2005
- Geld ohne Wert. Grundrisse zu einer Transformation der Kritik der politischen Ökonomie. Horlemann Verlag, 2012
- Weltkrise und Ignoranz. Kapitalismus im Niedergang. Ausgewählte Schriften. Edition Tiamat, 2013
- Der Tod des Kapitalismus. Marxsche Theorie, Krise und Überwindung des Kapitalismus (Ausgewählte Schriften), Laika-Verlag, 2013
- Manifesto against labour

### Magyarul olvasható esszéi
- Marx két arca
- A teória göcsörtös fája
- Meggyógyítani a kapitalizmust?
- A gazdasági békaperspektíva
- Az euró válságától a globális pénzválságig?
- Kiáltvány a munka ellen Archiválva 2019. október 6-i dátummal a Wayback Machine-ben (szemelvények)

## Fordítás
- Ez a szócikk részben vagy egészben  a   Robert Kurz című német Wikipédia-szócikk ezen változatának fordításán alapul.  Az eredeti cikk szerkesztőit annak laptörténete sorolja fel. Ez a jelzés csupán a megfogalmazás eredetét és a szerzői jogokat jelzi, nem szolgál a cikkben szereplő információk forrásmegjelöléseként.